# Lycida mathiasiae
Lycida mathiasiae là một loài thực vật có hoa trong họ Lan. Loài này được (G.C.Kenn.) Oakeley mô tả khoa học đầu tiên năm 2003.